# Flugzeugmuseum Cämmerswalde
Das Flugzeugmuseum Cämmerswalde ist ein kleines, privates Luftfahrtmuseum im erzgebirgischen Cämmerswalde. Es besteht aus nur drei Exponaten.

## Geschichte
Im Jahre 1973 wurde eine ausgemusterte Iljuschin Il-14 der Interflug aus DDR-Produktion museal in Cämmerswalde als Gaststätte und Touristenattraktion aufgestellt. Dazu kamen nach der Wende noch eine MiG-21PFM der LSK/LV und ein Mi-2-Hubschrauber.
Die Gaststätte befindet sich inzwischen nicht mehr in der Il-14. Die Wirtsfamilie kaufte das Flugzeug nach der Wende der Gemeinde ab. 2001 erhielt das Museum die Anerkennung als staatlich anerkanntes Flugzeugmuseum.

## Exponate

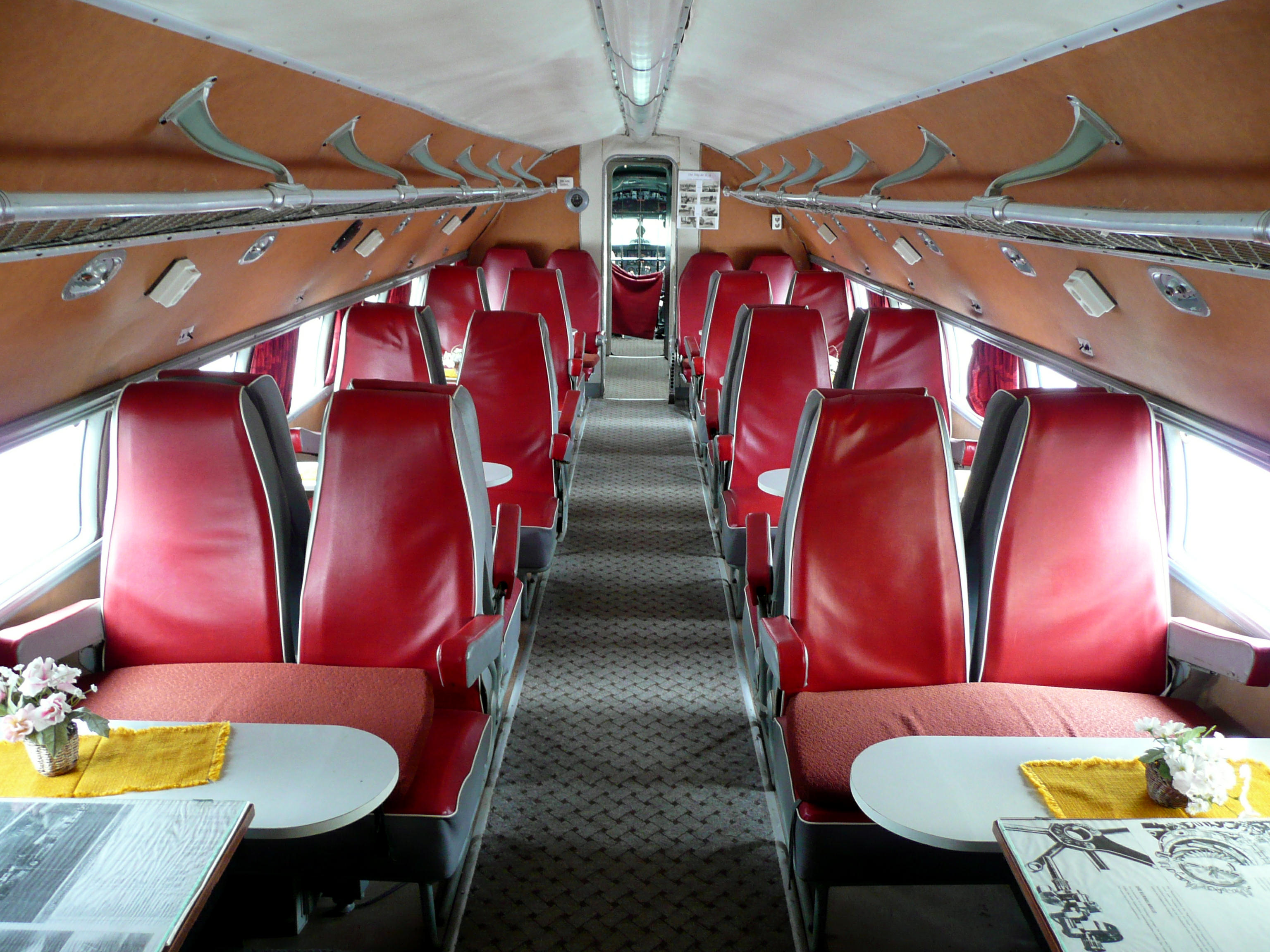
Innenansicht der Il-14

Bei der Il-14 handelt es sich um die ehemalige DM-SAB der Interflug. Das Flugzeug mit der Werknummer 14803008 wurde 1957 in Dresden hergestellt. Bis 1963 flog es bei der Deutschen Lufthansa der DDR, danach bis 1970 bei der Interflug. 1970 wurde es nach einem Schaden am Bugrad auf dem Flughafen Barth abgestellt, 1973 schließlich zerlegt und zur Talsperre Rauschenbach transportiert, wo es als Touristenattraktion wieder montiert und als Gaststätte eingerichtet wurde.

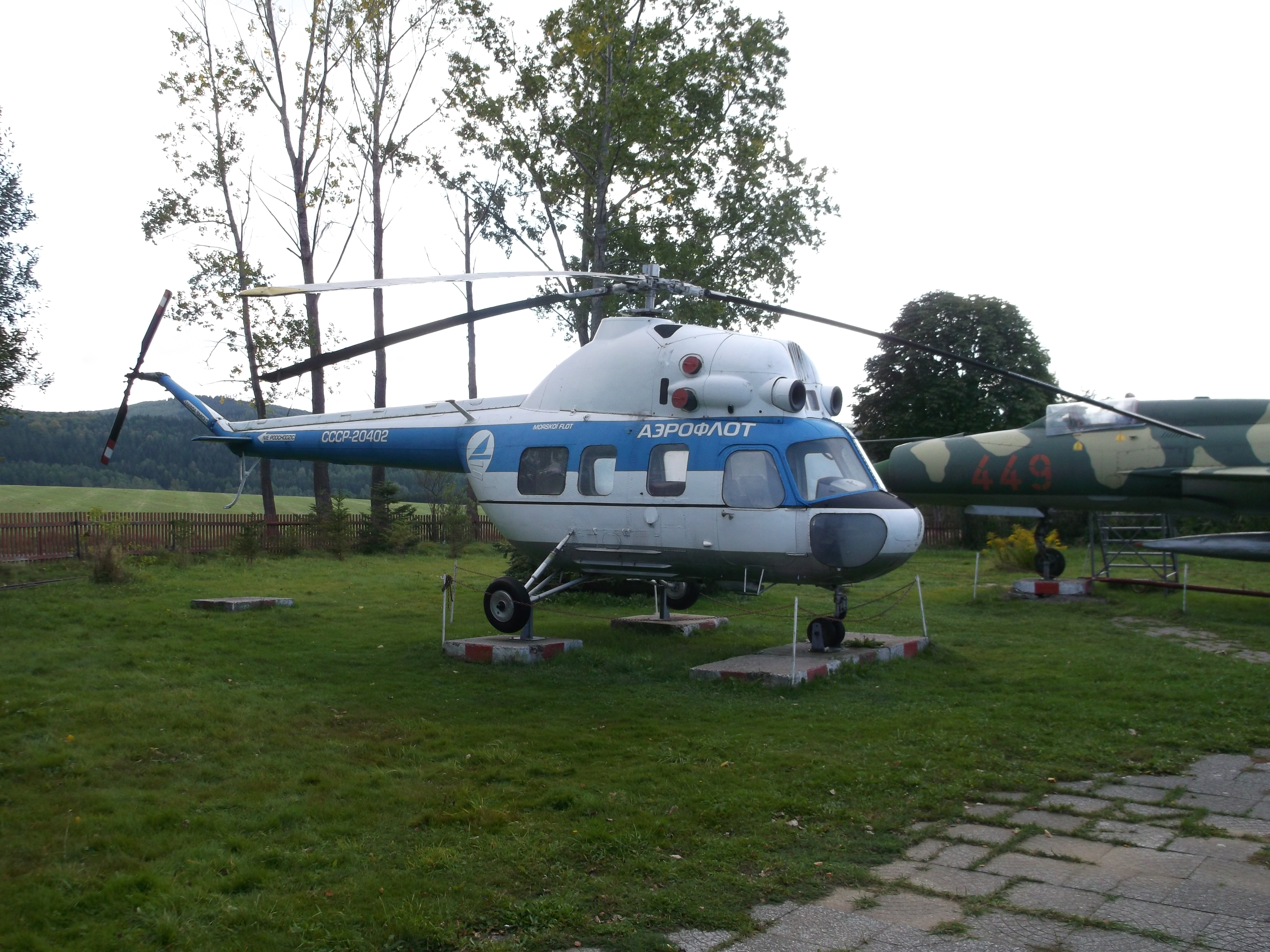
Mi-2 mit MiG-21SPS im Hintergrund

Im Jahre 2001 kam die ex-NVA-LSK/LV MiG-21PFM mit der taktischen Nummer 449 als weiteres Ausstellungsstück hinzu. Die Maschine mit der Werknummer 94A6712 diente zunächst beim Jagdfliegergeschwader 8 in Marxwalde und ging kurz vor der Wende nach Drewitz, wo sie am 18. September 1989 ausgemustert wurde. Im Jahre 1999 wurde sie an das Flugplatzmuseum Cottbus verkauft und von dort schließlich 2001 nach Cämmerswalde weiterverkauft. In der DDR wurde die MiG-21PFM als MiG-21SPS bezeichnet, da bereits vor der Einführung der PFM (Erzeugnis 94) die Bezeichnung PFM für in der DDR modernisierte MiG-21PF (Erzeugnis 76) vergeben worden war.
Die Mi-2 der Aeroflot (СССР-20402) wurde 1986 hergestellt, bis 1991 in Scheremetjewo zur Ausbildung verwendet und flog danach noch bis 1993 bei Swerdlowsk Aviation. Sie ergänzt seit 2006 die Ausstellung.